# GTF2H4
A subunidade geral do fator de transcrição IIH 4 é uma proteína que em humanos é codificada pelo gene GTF2H4.

## Interações
GTF2H4 demonstrou interagir com:
GTF2F1,
MED21
POLR2A,
Proteína de ligação TATA,
Fator de Transcrição II B e
XPB.